# 중앙초등학교 (충북)
중앙초등학교는 대한민국 충청북도 청주시 청원구 율량동에 있는 공립 초등학교이다.

## 학교 연혁
- 1946년 9월 21일 청주동정공립국민학교로 개교(14학급)
- 1949년 9월 1일 청주중앙국민학교로 교명 변경
- 1981년 4월 1일 병설유치원 1학급 개원
- 1981년 10월 24일 본관 15교실 개축
- 1996년 3월 1일 중앙초등학교로 교명 변경
- 2003년 5월 7일 강당 및 조회단 신축
- 2008년 10월 6일 급식실 리모델링 및 장애인편의시설(엘리베이터) 공사
- 2008년 11월 3일 보육교실 준공
- 2009년 2월 10일 영어전용교실 준공
- 2009년 2월 18일 정문개축공사
- 2009년 3월 7일 행정실 OA시스템 구축
- 2009년 5월 11일 냉난방 전기배선공사
- 2010년 6월 25일 현대화교실(도담뜰) 완공
- 2010년 12월 31일 과학실 현대화 사업 완공
- 2011년 10월 7일 전 교실 바닥 교체 공사
- 2011년 12월 2일 화장실 리모델링
- 2012년 2월 1일 후관 출입문 리모델링 및 영어공부방 설치
- 2012년 8월 23일 보육교실 바닥난방 교체
- 2012년 9월 10일 ELS21 전자책도서관 설치
- 2013년 2월 8일 강당 냉난방기 3대 설치
- 2015년 2월 23일 율량동 신축 교사 이전
- 2020년 1월 10일 제72회 졸업식 (졸업생 261명, 총 17,923명)
- 2020년 3월 1일 제37대 이정순 교장 부임
- 2020년 3월 1일 67학급 편성(특수학급 포함)

## 이전 이후
이전 이후, 옛 중앙초등학교 터에는 충북도의회가 들어서 있으며 2024년까지는 기존학교건물을 철거하고 신청사를 지을 예정이며 운동장은 주차장으로 쓰이고 있다.

## 참고 자료
- 청주중앙초등학교 - 한국교육학술정보원 학교알리미